# Sulayman Marreh
Sulayman Marreh (Banjul, 15 januari 1996) is een Gambiaans voetballer die voornamelijk als verdedigende middenvelder speelt. Marreh maakte in januari 2020 de overstap van KAS Eupen naar KAA Gent.

## Clubcarrière
Marreh werd opgeleid door Abuko United. De middenvelder speelde in eigen land bij Samger FC toen het Spaanse Granada CF hem in maart 2014 naar Europa haalde. Marreh was een vrij vaste waarde in het B-elftal van de Andalusische club in de Segunda División B, maar zijn optredens in het eerste elftal bleven beperkt tot één basisplaats in La Liga (tegen Rayo Vallecano in oktober 2014) en één invalbeurt in de Copa del Rey (tegen Sevilla FC in januari 2015).
In de zomer van 2017 maakte Marreh de overstap naar Watford FC, een zusterclub van Granada. De Engelse club leende hem meteen voor één seizoen uit aan de Spaanse tweedeklasser Real Valladolid. Marreh speelde vier bekerwedstrijden voor zijn huurclub, maar kwam in La Liga 2 niet aan spelen toe. Watford verbrak het huurcontract dan maar in januari 2018 om hem vervolgens meteen uit te lenen aan UD Almería, waar hij wél aan spelen toekwam. In de zomer van 2018 leende Watford hem een derde keer uit, ditmaal aan KAS Eupen. Bij Eupen werd Marreh meteen een vaste waarde, waardoor de club hem op het einde van het seizoen definitief overnam. Tijdens de winterstop van het seizoen versierde de Gambiaan een transfer naar KAA Gent, dat in de zomer van 2019 al interesse had getoond in hem. Hij debuteerde er op 18 januari 2020 met een invalbeurt tijdens de met 3–1 gewonnen thuiswedstrijd tegen Moeskroen.

## Interlandcarrière
Marreh maakte op 9 februari 2011 zijn interlanddebuut voor Gambia in een vriendschappelijke interland tegen Guinee-Bissau, die Gambia met 1-3 won. Hij plaatste zich met zijn land voor de Afrika Cup 2021, waar Gambia als debutant de kwartfinale haalde.

## Clubstatistieken
| Seizoen         | Club             | Land              | Competitie         | Competitie | Competitie | Beker | Beker | Supercup | Supercup | Internationaal | Internationaal | Totaal | Totaal |
| Seizoen         | Club             | Land              | Competitie         | Wed.       | Dlp.       | Wed.  | Dlp.  | Wed.     | Dlp.     | Wed.           | Dlp.           | Wed.   | Dlp.   |
| --------------- | ---------------- | ----------------- | ------------------ | ---------- | ---------- | ----- | ----- | -------- | -------- | -------------- | -------------- | ------ | ------ |
| 2014/15         | Granada CF       | Vlag van Spanje   | Primera División   | 1          | 0          | 1     | 0     | —        | —        | —              | —              | 2      | 0      |
| 2015/16         | Granada CF       | Vlag van Spanje   | Primera División   | 0          | 0          | 0     | 0     | —        | —        | —              | —              | 0      | 0      |
| 2016/17         | Granada CF       | Vlag van Spanje   | Primera División   | 0          | 0          | 0     | 0     | —        | —        | —              | —              | 0      | 0      |
| 2017/18         | Watford FC       | Vlag van Engeland | Premier League     | 0          | 0          | 0     | 0     | —        | —        | —              | —              | 0      | 0      |
| 2017/18         | →Real Valladolid | Vlag van Spanje   | Segunda División A | 0          | 0          | 4     | 0     | —        | —        | —              | —              | 4      | 0      |
| 2017/18         | →UD Almería      | Vlag van Spanje   | Segunda División A | 12         | 1          | 0     | 0     | —        | —        | —              | —              | 12     | 1      |
| 2018/19         | →KAS Eupen       | Vlag van België   | Jupiler Pro League | 29         | 1          | 1     | 0     | —        | —        | —              | —              | 30     | 1      |
| 2019/20         | KAS Eupen        | Vlag van België   | Jupiler Pro League | 10         | 0          | 1     | 1     | —        | —        | —              | —              | 11     | 1      |
| 2019/20         | KAA Gent         | Vlag van België   | Jupiler Pro League | 4          | 0          | 0     | 0     | —        | —        | 1              | 0              | 5      | 0      |
| 2020/21         | KAA Gent         | Vlag van België   | Jupiler Pro League | 14         | 0          | 0     | 0     | —        | —        | 3              | 0              | 17     | 0      |
| 2021/22         | KAA Gent         | Vlag van België   | Jupiler Pro League | 3          | 0          | 2     | 0     | —        | —        | 1              | 0              | 6      | 0      |
| 2022/23         | KAA Gent         | Vlag van België   | Jupiler Pro League | 4          | 1          | 0     | 0     | 1        | 0        | 0              | 0              | 5      | 1      |
| Carrière totaal | Carrière totaal  | Carrière totaal   | Carrière totaal    | 77         | 3          | 9     | 1     | 1        | 0        | 5              | 0              | 92     | 3      |

Bijgewerkt t.e.m. 18 augustus 2022.

## Erelijst
| Beker van België | 1x | 2021/22 |